# Luxemburgo en los Juegos Olímpicos de Pekín 2008
Luxemburgo estuvo representado en los Juegos Olímpicos de Pekín 2008 por un total de 13 deportistas, 9 hombres y 4 mujeres, que compitieron en 7 deportes.
El portador de la bandera en la ceremonia de apertura fue el nadador Raphaël Stacchiotti. El equipo olímpico luxemburgués no obtuvo ninguna medalla en estos Juegos.